# Nerea Camacho
Nerea Camacho Ramos (Balanegra, 15 de maio de 1996) é uma atriz espanhola.

## Biografia
De família asturiana, nasceu na província de Almeria. Começou a estudar teatro aos nove anos em uma academia para adultos, formando-se em nove meses. Apresentou-se, porém sem sucesso, nas audições de "El internado y Gominolas".
Em 2010 grava no México a telenovela "Soledad", produção de Francisco Colmenero protagonizando a lado de Jorge Trejo.

## Filmografia

### Televisão
- 2017 - En tierras salvajes ... Alejandra
- 2016 - A Escrava Branca... Victoria
- 2014 - Bienvenidos al Lolita ... Greta vidal
- 2013 - El Barco... Sandra
- 2011 - Soledad ...
- 2010 - Los protegidos ... Vanessa